# Landesschülerkongress
Ein Landesschülerkongress ist eine bildungspolitische Veranstaltung zur Auseinandersetzung der Schüler mit dem Thema Schule selbst. Diese wird ebenfalls von Schülern, zumeist die der Landesschülervertretung, initiiert.
Sie haben zum Zweck, dass Schüler sich mit Schule beschäftigen, darüber diskutieren und Schule auch mal in Frage stellen. Es werden neue Ideen für die Schule entwickelt und oft auch Forderungen zusammengestellt, die an die Bildungspolitiker der Länder weitergegeben werden.
In der Schüler Union Hamburg (SU) ist der Landesschülerkongress das höchste beschlussfassende Organ. Er ist vergleichbar mit einem Parteitag in politischen Parteien.
Landesschülerkongresse gibt es auch in Baden-Württemberg, die vom Landesschülerbeirat (LSBR) organisiert und ausgerichtet werden. 